# Ричардсон, Уолтер
Уолтер Чарльз Ричардсон (7 ноября 1885 года — 25 декабря 1998 года) — американский долгожитель. Являлся старейшим живущим мужчиной мира с 17 июля 1998 до своей смерти.

## Биография
Уолтер Ричардсон родился в Южной Дакоте 7 ноября 1885 года. Его родителями были Чарльз и Мэри Ричардсон. Позже он переехал в округ Огл, Иллинойс, и женился на Иде Спикин примерно в 1913 году. Пара не имела детей.
Когда США вступили в Первую мировую войну, Уолтер пошёл в солдаты. После войны Ричардсон был вице-президентом Holcomb Bank в Чикаго до 1948 года. Он овдовел в 1980 году.
На его 112-й день рождения сообщалось, что он в хорошей физической и психологической форме. После смерти Джонсона Паркса в июле 1998 Уолтер стал старейшим живущим мужчиной мира.
Уолтер Ричардсон скончался 25 декабря 1998 года в возрасте 113 лет, 48 дней.